# خريستو بونيف
خريستو بونيف (بالبلغارية: Христо Бонев)‏ (مواليد 3 فبراير 1947) هو لاعب كرة قدم. يلعب مع منتخب بلغاريا لكرة القدم. سبق له أن لعب في كأس العالم لكرة القدم مع منتخب بلاده.

## روابط خارجية
- خريستو بونيف على موقع الاتحاد الدولي (مؤرشف)  (الإنجليزية)
- خريستو بونيف على موقع الاتحاد الأوربي (الإنجليزية)
- خريستو بونيف على موقع قاعدة بيانات كرة القدم.إي يو (الإنجليزية)
- خريستو بونيف على موقع ناشيونال فوتبول تيمز (الإنجليزية)